# Jurançon Noir
Jurançon Noir ist eine autochthone Rotweinsorte der Weinbauregion Sud-Ouest im Südwesten Frankreichs. Sie kommt sie unter anderem in den Appellationen Vins de Lavilledieu, Vins d’Estaing und Vins d’Entraygues et du Fel zum Einsatz. Bis zum Jahr 1996 war der Jurançon Noir auch für den Cahors zugelassen. Für den Wein aus dem Anbaugebiet Gaillac darf die Sorte ebenfalls nicht mehr verwendet werden.
Die Anbaufläche ist stark rückläufig. Im Jahr 1958 wurden allein in Frankreich noch 12.325 Hektar Rebfläche erhoben. 2008 betrug die bestockte Fläche nur noch 786 Hektar. Kleinere Anbauflächen liegen in Uruguay.
Die ertragsstarke Sorte erbringt leichte, hellfarbige Weine mit mittlerem Alkoholgehalt, die jung getrunken werden sollten. Die Rotweine weisen ein leichtes Veilchen-Aroma auf.
In Frankreich sind die Klone 438, 571 und 659 für den gewerblichen Anbau zugelassen. Das Institut National de la Recherche en Agronomie (INRA) in Montpellier verwendete die Sorte zur Kreuzung der Neuzüchtungen Chenanson und Segalin. Nicht verwandt ist die Rebsorte mit der weißen Jurançon-Traube. Für die Weine aus dem gleichnamigen Weinanbaugebiet Jurançon wird die rote Jurançon-Traube nicht verwendet.
Siehe auch den Artikel Weinbau in Frankreich und Weinbau in Uruguay sowie die Liste von Rebsorten.

## Synonyme
Die Rebsorte Jurançon Noir ist auch unter den Namen Arrivet, Cahors, Chalosse noire, Charge-fort, Dame Noire, Dégoutant, Enrageat, Fola belcha, Folle noire, Folle rouge, Gamay, Gamay Moutot, Giranson, Gouni, Grand Noir, Gros grapput, Gouni oder Gouny, Jalosse, Jurançon rouge, Luxuriant (im Aveyron), Moutot, Nanot, Nochant, Nos champs, Petit noir, Piquepout rouge, Plant de Dame, Plant de Dame blanc, Plant Quillat, Quillat, Quillard, Quillard rouge, Saintongeais, Sans-pareil und Vidiella bekannt.

## Ampelographische Sortenmerkmale
In der Ampelographie wird der Habitus folgendermaßen beschrieben:
- Die Triebspitze ist weißwollig behaart und gelegentlich karminrot gefärbt. Die gelblichen Jungblätter sind leicht wollig behaart und bronzefarben gefleckt (Anthocyanflecken).
- Die mittelgroßen Blätter sind fünflappig und tief gebuchtet (siehe auch den Artikel Blattform). Die Stielbucht ist lyren-förmig offen. Das Blatt ist stumpf gezahnt. Die Zähne sind im Vergleich zu anderen Rebsorten eng gesetzt. Die Blattoberfläche (auch Blattspreite genannt) ist blasig derb. Im Herbst verfärbt sich das Laub leicht rötlich.
- Die walzen- bis kegelförmige Traube ist mittelgroß (im Mittel 221 Gramm schwer), geflügelt und dichtbeerig. Die rundlichen Beeren sind mittelgroß (im Mittel 1,9 Gramm) und von schwarz-blauer Farbe.

Die ertragreiche Sorte reift ca. 20 Tage nach dem Gutedel und gilt somit bereits als spätreifend. Jurançon Noir ist eine Varietät der Edlen Weinrebe (Vitis vinifera). Sie besitzt zwittrige Blüten und ist somit selbstfruchtend. Beim Weinbau wird der ökonomische Nachteil vermieden, keinen Ertrag liefernde, männliche Pflanzen anbauen zu müssen.